# Крилман, Шерон
Шерон Грейс Крилман (англ. Sharon Grace Creelman, 27 апреля 1964, Уинсор, Канада) — канадская хоккеистка (хоккей на траве), полевой игрок. Серебряный призёр чемпионата мира 1983 года, бронзовый призёр чемпионата мира 1986 года, серебряный призёр Панамериканских игр 1991 года, бронзовый призёр Панамериканских игр 1987 года. Участвовала в летних Олимпийских играх 1984, 1988 и 1992 годов.

## Биография
Шерон Крилман родилась 27 апреля 1964 года в канадском городе Уинсор.
Играла в хоккей на траве за «Номадс».
В 1984 году вошла в состав женской сборной Канады по хоккею на траве на летних Олимпийских играх в Лос-Анджелесе, занявшей 5-е место. Играла в поле, провела 2 матча, мячей не забивала.
В 1988 году вошла в состав женской сборной Канады по хоккею на траве на летних Олимпийских играх в Сеуле, занявшей 6-е место. Играла в поле, провела 5 матчей, забила 2 мяч в ворота сборной Аргентины.
В 1992 году вошла в состав женской сборной Канады по хоккею на траве на летних Олимпийских играх в Барселоне, занявшей 7-е место. Играла в поле, провела 5 матчей, мячей не забивала.
Участвовала в четырёх чемпионатах мира 1983, 1986, 1990 и 1994 годов. В 1983 году завоевала серебряную медаль, в 1986 году — бронзовую.
Дважды была призёром хоккейных турниров Панамериканских игр: в 1987 году в Индианаполисе выиграла бронзу, в 1991 году в Гаване — серебро.
В 1982—1994 годах провела за сборную Канады 139 матчей. В 1987—1994 годах была её капитаном.
По окончании игровой карьеры стала тренером. В конце 90-х тренировала юниорскую сборную Канады. В дальнейшем работала учителем физкультуры в колледже Эпплби в Оквилле.